# قزل‌آلای آمریکایی
قزل‌آلای آمریکایی (نام علمی: Percopsis omiscomaycus) نام یک گونه از سرده سوف‌های آزاد است.